# جاسپر (آرکانزاس)
جاسپر (آرکانزاس) (به انگلیسی: Jasper, Arkansas) یک شهر در ایالات متحده آمریکا با جمعیت ۴۶۶ نفر است که در آرکانزاس واقع شده‌است.

## موقعیت جغرافیایی
موقعیت جغرافیایی شهرها و مناطق اطراف به شرح زیر است: